# Syvä
Syvä eller Syväjärvi är en sjö i Finland. Den ligger i kommunen Heinävesi i landskapet Södra Savolax, i den sydöstra delen av landet, 300 km nordost om huvudstaden Helsingfors. Syvä ligger 115 meter över havet. I omgivningarna runt Syvä växer i huvudsak barrskog. Arean är 93 hektar och strandlinjen är 7,61 kilometer lång. Sjön  ingår i Vuoksens huvudavrinningsområde. 